# 君士坦丁市立圖書館
君士坦丁市立圖書館（法語：Bibliothèque de Constantine）是位於阿爾及利亞君士坦丁的公共圖書館。圖書館成立於1860年，1880年向公眾開放。藏有法文、歷史、地理、哲學、語言、希臘文學等各個學科的4萬多本法文書籍，還有政治、經濟和社會科學以及藝術方面的著作。關於阿拉伯語書籍，它們主要由來自北非的作者撰寫，涉及與歷史和地理相關的主題。